# Нгомби
Нгомби — африканский музыкальный инструмент, нечто вроде арфы с десятью струнами. Струны прикреплены, с одной стороны, к деревянному корпусу-резонатору, обитому кожей, и отходящему от него сучку — с другой; сучок снабжён небольшими колышками для настройки струн. Иногда конструкцию венчает вырезанная фигурка из дерева. Первые пять струн отличаются на октаву от остальных. Играют на нгомби двумя руками — как с вокалом, так и соло.